# Caerphilly
Caerphilly es una localidad situada en el condado de Caerphilly, en Gales (Reino Unido), con una población estimada a mediados de 2018 de 42 020 habitantes. Es la ciudad más grande del condado de Caerphilly. En ella se sitúa el castillo más grande de Gales y el segundo mayor del Reino Unido, después del de Windsor.
Se encuentra ubicada al sur de Gales, a poca distancia al norte de Cardiff y del canal de Bristol.